# Goffredo Zehender
Goffredo Zehender (ur. 27 lutego 1901 roku w Reggio di Calabria, zm. 7 stycznia 1958 roku w Rzymie) – włoski kierowca wyścigowy.

## Kariera
W swojej karierze wyścigowej Zehender poświęcił się startom w wyścigach Grand Prix oraz w wyścigach samochodów sportowych. W 1929 roku odniósł zwycięstwo w Grand Prix Frontières, a trzy lata później w Grand Prix Comminges. W latach 1931-1932, 1935, 1937-1938 Włoch był klasyfikowany w Mistrzostwach Europy AIACR. W pierwszym sezonie startów z dorobkiem osiemnastu punktów uplasował się na 22 pozycji w klasyfikacji generalnej. Rok później uzbierał łącznie dwadzieścia punktów. Dało mu to dziewiąte miejsce w końcowej klasyfikacji kierowców. Zehender kontynuował starty po powrocie serii w 1935 roku. Tym razem był osiemnasty. W sezonie 1937 dołączył do fabrycznego zespołu Mercedesa. Uzbierane 36 punktów uplasowało go na dwudziestym miejscu w końcowej klasyfikacji kierowców. Rok później był 26.
W latach 1928, 1931, 1956 Włoch pojawiał się w stawce 24-godzinnego wyścigu Le Mans. Pierwszego wyścigu nie ukończył, a został sklasyfikowany na ósmym miejscu w klasie 5. Trzy lata później uplasował się na czwartej pozycji w klasie 3, a w klasyfikacji generalnej był trzynasty. Po wojnie, w sezonie 1956 nie dojechał do mety.